# 金約赫山
47°32′20″N 11°0′0″E / 47.53889°N 11.00000°E

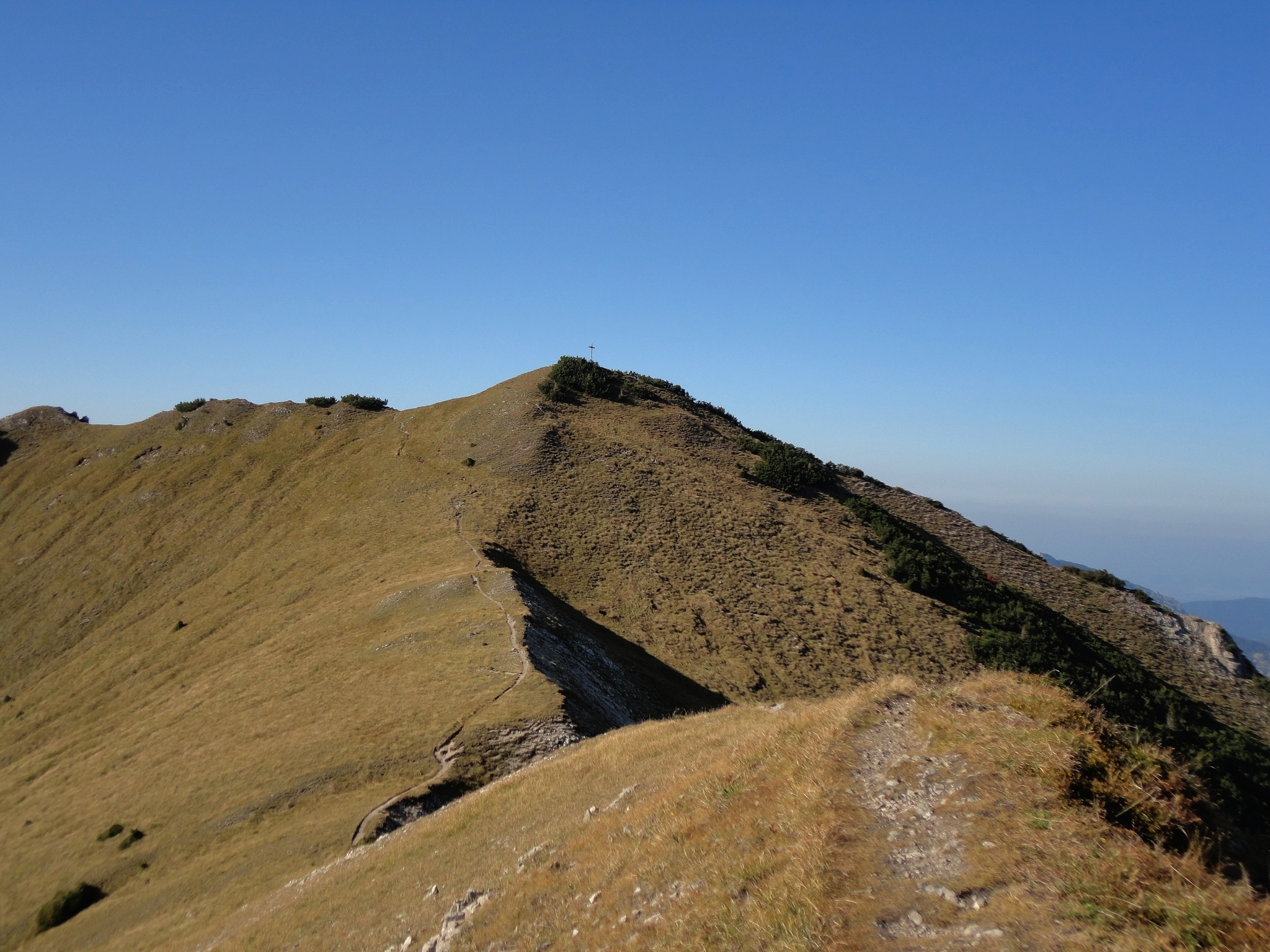

金約赫山（德語：Kienjoch），是德國的山峰，位於該國東南部，由巴伐利亞負責管轄，屬於阿爾高阿爾卑斯山脈的一部分，海拔高度1,953米，每年平均降雨量1,666毫米。